# Joni Mitchell

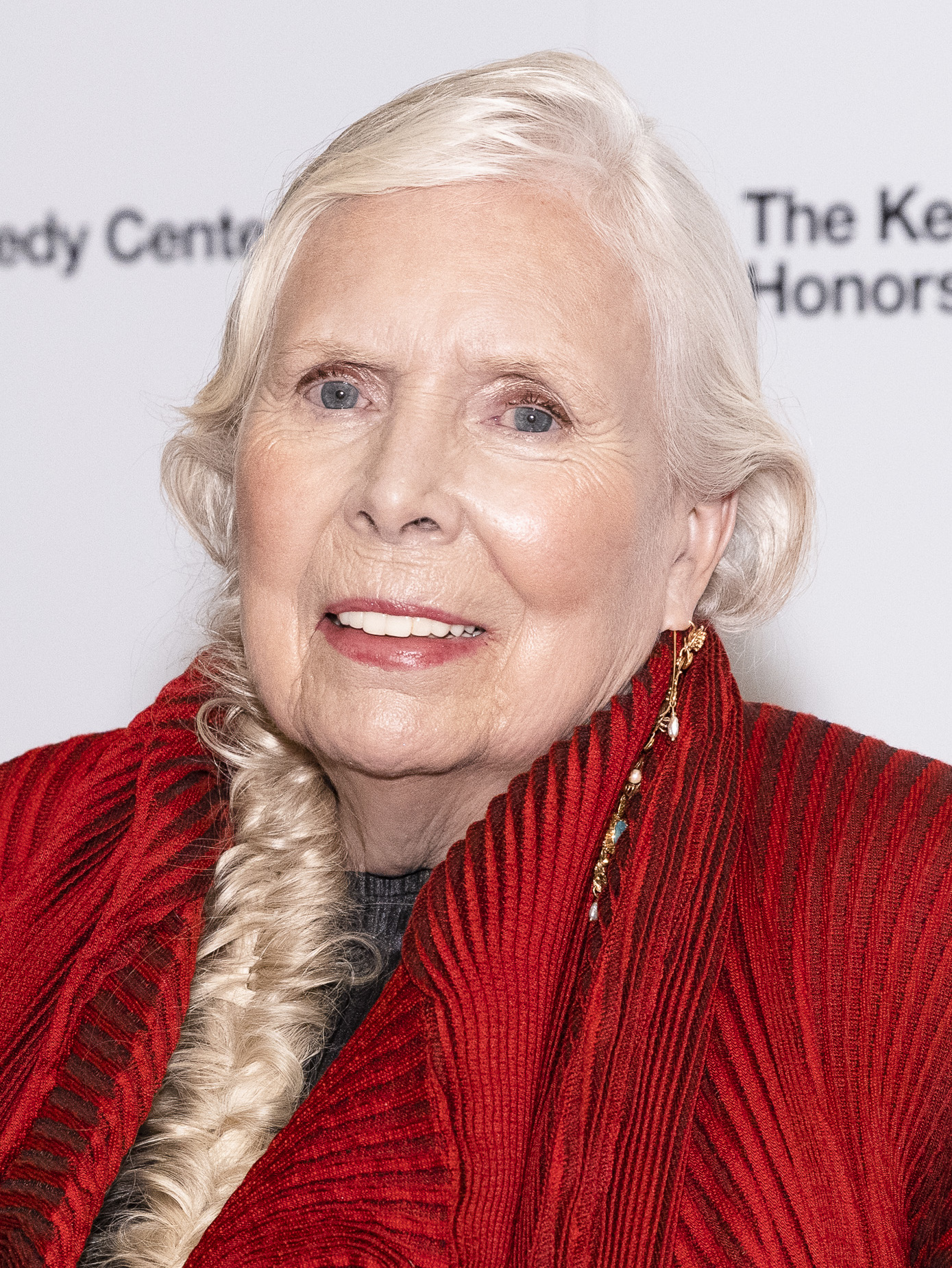
Joni Mitchell (2021)

Joni Mitchell (właśc. Roberta Joan Mitchell z domu Anderson, ur. 7 listopada 1943 w Fort Macleod) – kanadyjska piosenkarka folk rockowa, popowa i jazz rockowa oraz wokalistka jazzowa. Laureatka dziesięciu nagród Grammy.
Joni Mitchell miała znaczący wpływ na twórców różnych gatunków. Jest wysoce ceniona przez krytyków. AllMusic napisało o niej: „Kiedy opadnie kurz, Joni Mitchell wyłoni się jako najważniejsza i najbardziej wpływowa piosenkarka drugiej połowy XX-wieku”. W równie pochlebnych słowach Rolling Stone nazwało Mitchell "jednym z najlepszych tekściarzy w historii".

## Życiorys
Urodziła się w Albercie jako Roberta Joan Anderson. Już jako nastolatka nauczyła się grać na gitarze z samouczka Pete’a Seegera. W czasie studiów zaczęła grać profesjonalnie najpierw w Albercie, a potem w Toronto.
Zaczynała swoją karierę muzyczną w małych klubach nocnych w zachodniej Kanadzie, później grając na ulicach Toronto. W 1965 wyszła za mąż za folkowego piosenkarza Chucka Mitchella. To krótkotrwałe małżeństwo zaowocowało pseudonimem artystycznym, pod którym artystka jest znana. Krótko po zawarciu małżeństwa przeniosła się do Detroit, a potem do Nowego Jorku, by tam kontynuować swą muzyczną karierę. W 1968 wydała swój pierwszy album Song to a Seagull. Z czasem stała się jedną z najważniejszych kobiecych gwiazd gatunku folk rocka. Przeboje Big Yellow Taxi i Woodstock z jej trzeciego albumu Ladies of the Canyon (1970), uznane zostały za definiujące dla całego pokolenia. Jej najbardziej osobisty album Blue (1971) nazwany był jednym z najlepszych albumów w historii. Zawsze poszukująca nowych inspiracji, Mitchell eksperymentowała z różnymi gatunkami – wcześniejsze albumy wpisywały się w stylistykę folk rock, późniejsze albumy były inspirowane jazzem i muzyką elektroniczną. Pod koniec lat 70. współpracowała ze znanymi muzykami jazzowymi, Jaco Pastoriusem, Wayne Shorterem, Herbie Hancockiem, Patem Methenym i Charlie Mingusem. Jej największy komercyjny sukces Court and Spark (1974) ma popowe brzmienie. 
W swej długiej karierze przeszła przez fazę zainteresowania lżejszym gatunkiem muzyki pop, jak i jazzem, a nawet muzyką etniczną, lecz dziedziną jej największych dokonań jest folk rock, w którym zaliczana jest do ścisłego grona najważniejszych gwiazd gatunku. 
W 1997 została wprowadzona do Rock and Roll Hall of Fame. W 2002 została uhonorowana nagrodą za całokształt twórczości podczas 44. rozdania Nagród Grammy. W tym samym roku została odznaczona Orderem Kanady, najwyższym cywilnym kanadyjskim odznaczeniem. W 2004 została doktorem honoris causa Uniwersytetu McGilla w dziedzinie muzyki. W 2021 otrzymała nagrodę Kennedy Center.
W 2003 została sklasyfikowana na 72. miejscu listy 100 najlepszych gitarzystów wszech czasów magazynu Rolling Stone.
Do największych jej przebojów należą Both Sides Now, Eastern Rain, This Flight Tonight, The Circle Game, Big Yellow Taxi, You Turn Me On (I’m a Radio), Help Me, Free Man in Paris, Raised on Robbery oraz najważniejszy w jej twórczości Woodstock, rozsławiony coverem grupy Crosby, Stills, Nash & Young.

## Nagrody Grammy
| Rok  | Kategoria                                              | Nagrania                    | Wynik     |
| ---- | ------------------------------------------------------ | --------------------------- | --------- |
| 1969 | Best Folk Performance                                  | Clouds                      | Wygrana   |
| 1974 | Album of the Year                                      | Court and Spark             | Nominacja |
| 1974 | Record of the Year                                     | "Help Me"                   | Nominacja |
| 1974 | Pop Female Vocalist                                    | Court and Spark             | Nominacja |
| 1974 | Best Arrangement Accompanying Vocalist(s)              | "Down To You"               | Wygrana   |
| 1976 | Pop Female Vocalist                                    | The Hissing of Summer Lawns | Nominacja |
| 1977 | Best Album Package                                     | Hejira                      | Nominacja |
| 1988 | Pop Female Vocalist                                    | Chalk Mark in a Rain Storm  | Nominacja |
| 1995 | Best Pop Album                                         | Turbulent Indigo            | Wygrana   |
| 1995 | Best Album Package                                     | Turbulent Indigo            | Wygrana   |
| 2000 | Best Female Pop Vocal Performance                      | Both Sides Now              | Nominacja |
| 2000 | Best Traditional Pop Vocal Album                       | Both Sides Now              | Wygrana   |
| 2002 | Lifetime Achievement Award                             | –                           | Wygrana   |
| 2003 | Best Instrumental Arrangement Accompanying Vocalist(s) | Woodstock" (Travelogue)     | Wygrana   |
| 2007 | Album of the Year                                      | River: The Joni Letters     | Wygrana   |
| 2007 | Best Pop Instrumental Performance                      | "One Week Last Summer"      | Wygrana   |

## Dyskografia
- 1968: Song to a Seagull(inne języki)
- 1969: Clouds(inne języki)
- 1970: Ladies of the Canyon(inne języki)
- 1971: Blue
- 1972: For the Roses(inne języki)
- 1974: Court and Spark(inne języki)
- 1975: The Hissing of Summer Lawns(inne języki)
- 1976: Hejira(inne języki)
- 1977: Don Juan's Reckless Daughter(inne języki)
- 1979: Mingus(inne języki)
- 1982: Wild Things Run Fast(inne języki)
- 1985: Dog Eat Dog(inne języki)
- 1988: Chalk Mark in a Rain Storm(inne języki)
- 1991: Night Ride Home(inne języki)
- 1994: Turbulent Indigo(inne języki)
- 1998: Taming the Tiger(inne języki)
- 2000: Both Sides Now(inne języki)
- 2002: Travelogue(inne języki)
- 2007: Shine(inne języki)